# Myrna Darby
Pour les articles homonymes, voir Darby.
Myrna Darby (1908-1929) est une showgirl, Ziegfeld Girl, américaine.

## Biographie
Myrna Darby fait ses débuts sur scène dans une production d’Abie’s Irish Rose. À l’âge de dix-sept ans, elle déménage à New York et remporte un concours de beauté organisé par un journal.
Elle est engagée par Florenz Ziegfeld, Jr. et apparait dans No Foolin ! en juin 1926 au Globe Theatre, Rio Rita en février 1927, Ziegfeld Follies 1927,, dans Whoopee en décembre 1928, et dans Rosalie. 
En juillet 1929, Myrna Darby souffre d'un violent coup de soleil. Au cours des deux mois suivants, sa santé se dégrade et elle est hospitalisée. Elle est morte le 26 septembre 1929, à vingt-et-un ans, sans doute d’une malformation cardiaque. Elle est enterrée au cimetière de Woodlawn dans le Bronx.  Larry Fay (en), un bootlegger de l'époque de la prohibition à New York,  aurait payé ses factures d'hôpital et les frais funéraires.

## Iconographie
Myrna Darby a été photographiée par Alfred Cheney Johnston qui a travaillé pour Florenz Ziegfeld pendant plus de 15 ans, prenant principalement des photographies publicitaires et promotionnelles des interprètes des Ziegfeld Follies. Les photos de nues, découvertes après la mort de Johnston, n'ont pas été publiés dans les années 1920.
En 1927, Darby pose pour une publicité de cigarettes Lucky Strike avec les autres Ziegfeld Girls, Murrell Finley, Blanche Satchel et Jean Ackerman.

## Vie privée
En 1927, Myrna tombe amoureuse d’un pianiste marié nommé George A. Walsh. Lorsque la femme de George découvre l’affaire, elle demande le divorce et accuse Myrna Darby d’avoir volé son mari.
Au printemps 1929, Myrna se fiance avec un millionnaire britannique qui épouse une autre femme.